# خوان كارلوس تشافيز
خوان كارلوس تشافيز (بالإسبانية: Juan Carlos Chávez) (و. 1967  م) هو لاعب كرة قدم، ومدرب كرة قدم مكسيكي، شارك في كأس العالم 1994، مركز لعبه هو لاعب وسط.

## روابط خارجية
- خوان كارلوس تشافيز على موقع الاتحاد الدولي (مؤرشف)  (الإنجليزية)
- خوان كارلوس تشافيز على موقع قاعدة بيانات كرة القدم.إي يو (الإنجليزية)
- خوان كارلوس تشافيز على موقع ناشيونال فوتبول تيمز (الإنجليزية)